# ブルゲ的脱衣将棋
ブルゲ的脱衣将棋（ぶるげてきだついしょうぎ）とは、ブルーゲイル（Blue Gale）が2001年に発売したWin95、98、ME、2k用の1人用将棋ゲームソフトの名称である。媒体はCD-ROM。

## 概要
一言で説明するならば、将棋の対局を行い、対局相手の女性を脱衣させていくゲームである。ルールなども通常の将棋とだいだい同じである（相違点は後述）。勝ち抜き戦を行う「ストーリーモード」と練習対局に当たる「フリー対局」とがある。ストーリーモードに登場する対局相手の女性は、過去にブルーゲイルが発表したソフトウェアに登場するキャラクターである。それぞれ「月光獣」「My dear アレながおじさん」「sonnet ～心かさねて～」「PILE☆DRIVER」「ツグナヒ」「Treating 2U」「マーヴェリック・マックス」「懲らしめ ～狂育的指導～」から1人ずつで、対局中はそれぞれのソフトウェアの主題歌をアレンジした曲がBGMとして流れている。なおBGMは、MIDIまたはCD-DAのどちらかを選択することができる。また対局相手はそれぞれ得意な戦法が異なる。CD-ROMに収録されているゲームの制作スタッフが書いたテキストによれば、対局相手の絵は「元ゲームの絵柄を大切にする為に担当作品別に原画家が分かれている」という。それから動作保証などはないものの、CD-ROMにはコンピュータ側の強さを、強くするためのファイルと弱くするためのファイルも収録されている。

## 一般的な将棋との違い
一般的な将棋とブルゲ的脱衣将棋のルールの大きな違いは次の3点である。
脱衣ルール
通常の将棋との最大の違いは、二十手以内の王手をかけるなどの条件を満たすことで対局相手の女性に脱衣するルールがあり、相手を全裸にしてしまえば自動的に勝利となってしまう点である。したがって将棋に勝つのではなく、脱衣させることを目指した戦法を取ることもできる（ただしフリー対局では脱衣ルールがないので、脱衣させることによる勝利は起こらない）。
駒配置の変更
最初から自陣の駒の配置を変更した上で対局に臨むことができる点も通常の将棋との違いである（フリー対局、ストーリーモードのどちらでも可）。
「待った」可能
一手戻すことが容認されている（フリー対局、ストーリーモードのどちらでも可）。

## ストーリー
それぞれが優勝賞品である宇宙一周クルージングを目指した、勝ち抜き式の将棋大会となっている。